# Francesc Anglada i Arrey
Francesc Anglada i Arrey fou un compositor català vinculat a la vida musical olotina del segle xix.
Es conserven obres seves als fons musical de l'església parroquial de Sant Esteve d'Olot (SEO), així com diverses còpies de la seva mà d'obres d'autors diversos, com ara B. Frigola.
Podria haver estat germà de Josep Anglada i Arrey. El Ms SEO: Au-439, conté un paper de carta imprès amb l'adreça de l'autor "Francisci de A. Anglada / S. Rafael, 20 pral / OLOT".